# Type Groupe
 (avril 2023).
Si vous disposez d'ouvrages ou d'articles de référence ou si vous connaissez des sites web de qualité traitant du thème abordé ici, merci de compléter l'article en donnant les références utiles à sa vérifiabilité et en les liant à la section « Notes et références ».
Les timbres-poste au type Groupe sont des timbres-poste en usage dans les colonies françaises. Ils ont remplacé les timbres dessinés par Alphée Dubois, dont ils se différencient par un cadre dans lequel est imprimé le nom de la colonie d'usage du timbre.
Les collectionneurs les nomment aussi type Groupe allégorique et type Groupe des colonies.

## Description
Le timbre représente officiellement une allégorie : « la Navigation et le Commerce faisant flotter sur les mers les couleurs françaises ». Au-dessus de la scène, se trouvent les mentions « REPVBLIQVE FRANÇAISE - COLONIES POSTES ». La valeur faciale est inscrite en gros chiffres au-dessus d'un cartouche où est imprimé en bleu ou en rouge le nom de la colonie où le timbre peut être utilisé.
Le timbre a été gravé par Louis-Eugène Mouchon.

## Historique
L'une des raisons nécessitant le remplacement des timbres au type Alphée Dubois a été le trafic de timbres coloniaux réalisé par les maisons de commerce. Celles-ci profitaient des différences de monnaies entre les différentes colonies pour acheter les timbres là où le change avantageait l'acheteur pour les utiliser dans les colonies où le change était défavorable. Les différentes administrations postales coloniales se retrouvaient bénéficiaires ou déficitaires sans rapport avec le coût du courrier qu'elles avaient à traiter.
Le type Alphée Dubois a été surchargé du nom de la colonie d'utilisation avant de voir apparaître progressivement les type Groupe à partir de 1892. Sur ceux-ci, une place était prévu pour y imprimer le nom de la colonie destinataire.
Le type Groupe a été imprimé en 1892 sur de nombreux entiers postaux dans chaque Colonie sur les supports suivants : cartes postales, cartes lettres (plusieurs valeurs), enveloppes (plusieurs valeurs et plusieurs formats).

## Collections
Les timbres portant une oblitération lisible ne sont pas fréquents.
Les variétés peuvent être l'impression à l'envers du nom de la colonie.